# Estadio Manuel Rivera
El Estadio Municipal Manuel Rivera fue un estadio de fútbol español situado en la ciudad gallega de Ferrol, en la provincia de La Coruña en el barrio de O Inferniño.
El Racing Club de Ferrol jugó como local en ese estadio hasta abril de 1993, cuando se trasladó al nuevo Estadio de A Malata.

El nombre del estadio era en memoria de Manuel Rivera Martorell, que ejerció como jugador, entrenador, segundo entrenador, secretario técnico, directivo y delegado del Racing de Ferrol tras retirarse tras un problema cardiaco durante un partido en 1938.

El estadio tenía solamente una grada de fondo (sin cubrir), y en el otro se ubicaba una muralla en la cual estaba el marcador manual.
La grada de tribuna contaba con cubierta, y la grada de maratón (preferencia), originalmente era a descubierto. En esa grada había una torre, y el césped estaba rodeado con unas pistas de atletismo de tierra.
Una de las mayores entradas registradas es de 20.000 espectadores (de pie) en un campo con capacidad de 8000, en un partido de Copa del Rey contra el Real Madrid C.F. en 1976.

## Último Partido
El último partido se disputó el 14 de marzo de 1993, fue un Racing-Avilés Industrial de la jornada 28 de la Segunda B.

Realmente, la despedida oficial había sido dos semanas antes, en un Racing-Salamanca, en el que se homenajeó a más de un centenar de futbolistas que habían vestido la camiseta del club. Por problemas políticos y burocráticos, se retrasó un par de semanas el cambio al nuevo estadio y de ahí que llegara este partido a mayores.

 
Albergó de todo, partidos de fútbol, conciertos, manifestaciones y hasta un mitin de Santiago Carrillo en la Transición.

## Demolición
El estadio Manuel Rivera se demolió el 25 de mayo de 1993, dando paso a una gran plaza pública y un centro comercial, poniendo un punto y aparte a 72 años de historia del fútbol en Ferrol.

El Racing Club Ferrol, conserva como recuerdo expuesto en sus oficinas del Estadio de A Malata, un trozo de piedra del Manuel Rivera.

## 30.º aniversario
El 25 de mayo de 2023, coincidiendo con el 30.º aniversario de su demolición, el Ayuntamiento de Ferrol instaló un córner en el mismo sitio de su ubicación original, con la siguiente dedicatoria:

"De los vecinos de Ferrol a su Racing, en recuerdo del Estadio Manuel Rivera (antes Estadio de O Inferniño) en el 30 aniversario de su demolición"